# La vie est belle (Diggy Dex)
"La vie est belle" is een nummer van de Nederlandse zanger en rapper Diggy Dex in samenwerking met Vali. Het verscheen op zijn album Karavaan uit 2018. Op 23 januari 2019 werd het uitgebracht als de vijfde single van het album.

## Achtergrond
"La vie est belle" is geschreven door Diggy Dex (onder zijn echte naam Koen Jansen) en René van Mierlo en geproduceerd door Jansen, Van Mierlo en Marcel Tegelaar. Het nummer ontstond toen Van Mierlo een spraakbericht naar Jansen stuurde. Jansen raakte geïnspireerd om de tekst van het nummer te schrijven terwijl hij in de trein naar het radioprogramma De Taalstaat luisterde. Het programma werd gepresenteerd door Frits Spits, die vanwege het overlijden van zijn vrouw in de drie voorgaande weken niet te horen was. In zijn eerste uitzending na deze onderbreking vertelde Spits over het verdriet dat hij in deze periode beleefde. Jansen verwerkte het verhaal van Spits in de tekst van het lied.
In een interview met het magazine Sterk vertelde Jansen over "La vie est belle": "In alle nummers zit een bepaalde levensenergie. Ik ben een echte optimist, waardoor altijd – door alle melancholie heen – een sprank van hoop straalt. Het liedje 'La vie est belle' van mijn vorige album heeft die lading, dat optimisme. Wat er ook gebeurt, het gaat erom hoe je ermee omgaat. Dit nummer is daarom een van mijn favorieten. Het laat zien wie ik ben, hoe ik in het leven sta. Het refrein betekent: Al begrijp ik er niks van, ik zal blijven lachen tot het einde." Het refrein werd in het Frans ingezongen door zanger Vali.
Jansen beschrijft "La vie est belle" als zijn een van zijn favoriete nummers van het album Karavaan. Desondanks kwam het niet in de hitlijsten terecht. Wel bleek het populair bij het Nederlandse publiek; zo kwam het in 2023 binnen in de Top 2000 van NPO Radio 2.

## NPO Radio 2 Top 2000
| Nummer met noteringen in de NPO Radio 2 Top 2000 | '23  | '24  |
| ------------------------------------------------ | ---- | ---- |
| La vie est belle                                 | 1626 | 1695 |

1. ↑  Een vetgedrukt getal geeft de hoogste notering aan.
2. ↑  2023 was het eerste jaar met een notering voor dit nummer.